# یواس‌اس لا والت (دی‌دی-۳۱۵)
یواس‌اس لا والت (دی‌دی-۳۱۵) (به انگلیسی: USS La Vallette (DD-315)) یک کشتی بود که طول آن ۳۱۴ فوت ۴ اینچ (۹۵٫۸ متر) بود. این کشتی  در سال ۱۹۱۹ ساخته شد.